# Eurokomunizam
Eurokomunizam je pojam koji je nastao sredinom 1970-tih, a odnosi se na teoriju, praksu i socijalne transformacije zapadnoeuropskih komunističkih stranaka tijekom 1970-tih i 1980-tih, koje su bile više u skladu s demokratskom praksom Zapada te udaljavajući se od utjecaja i kontrole Komunističke partije Sovjetskog Saveza. Glavne temelje eurokomunizma postavio je Antonio Gramsci, koji je osudio sektaštvo ljevice i nagovarao komunističke stranke da razvijaju saveze tako da zadobiju hegemonističku podršku radi razvijanja socijalne reforme unutar društva. Eurokomunističke stranke proglasile su svoju podršku demokratskim institucijama nastojeći pridobiti glasove srednje klase unutar državnog sektora, te pripadnike i simpatizere novih socijalnih pokreta: feministkinje i gay aktiviste. Inspiracije za eurokomunizam mogu se pronaći u austromarksizmu, koji je tražio treći demoktratski put do socijalizma. Zapadnoeuropske zemlje koje su imale jake komunističke stranke kao Italija i Španjolska prihvatile su program eurokomunizma. Mihail Gorbačov u svojim memoarima naglašava da je eurokomunizam bio izvor ideja za glasnost i perestrojku. 